# Кућа породице Марковић
Кућа породице Марковић је споменик културе. Налази се у Земуну, у оквиру просторно културно-историјске целине од великог значаја Старо језгро Земуна, на углу улица Господска 14 и Магистратски трг 11.

## Историјат
Зграда на углу улица Господске и Магистратског трга у Земуну, подигао је грчки трговац Дима у 18. веку, а реконструисана је 1801. године. Кућу је од њега купио чувени трговац Милош Урошевић, од чијих је наследника, 1870. године, зграду купио Стеван Марковић, градоначелник Земуна од 1878. до 1884. Кућа се и даље делом налази у власништву породице Марковић, чија су два члана били изборни градоначелници Земуна. Осим Стевана Марковића, градоначелник Земуна био је и адвокат Петар Марковић, писац, сликар и економ. Он је био градоначелник у два мандата: од 1907. до 1914. и од 1926. до 1930. године.
За време Другог светског рата претрпела је велика разарања, углавном од бомбардовања. Ратне 1944. године пресечено је прочеље тако да је нарушена првобитна композиција.
Данас се спрат и дворишни део зграде користе за становање а у пословном простору који се налази у приземљу зграде смештени су осигуравајући завод, кафана, и три мање продавнице.

## Опис
Кућа породице Марковић је угаона зграда са правоуганим двориштем. Има све одлике богатих грађанских кућа старог језгра Земуна са прелаза из 18-тог у 19-ти век. Двотрактног је типа, са подрумом, приземљем и спратом. Зидана је опеком са кречним малтером. Обликована је у духу барока са елементима ампира. Обликовање зграде је постигнуто рашчланивањем фасаде плитком декоративном пластиком изведеном у малтеру. Зидна платна подељена су соклом, хоризонталним венцем који маркира међуспратну конструкцију и кровним венцем класичне профилације. У вертикалном смислу, зидно платно разведено је пиластрима. У дворишту фасада је разведена колонадом у приземљу, која носи затворени ходник спрата.
Поред куће се и данас налази Заветни крст, који је 1863. године ту подигао Лазар Урошевић, у то време власник куће.

## Реконструкције
Први пут кућа је реконструисана 1801. године. Након бомбардовања у Другом светском рату обновљена је. Током ове реконструкције делимично је нарушена првобитна затворена композиција. Фасада и кров су реконструисани 2010. године тако да је заустављено даље пропадање овог споменика културе.

## Галерија
- Изглед из Господске улице
- Изглед из Господске улице
- Главни улаз
- Изглед са угла
- Изглед са Магистратског трга